# Bunocephalus erondinae
Bunocephalus erondinae är en fiskart som beskrevs av Cardoso 2010. Bunocephalus erondinae ingår i släktet Bunocephalus och familjen Aspredinidae. Inga underarter finns listade.